# Коста-Рика на Олімпійських іграх
Коста-Рика дебютувала на літніх Олімпійських іграх 1936 року. Після цього костариканці пропустили чотири Олімпіади і повернулися на арену лише в 1964 році в Токіо. За час виступів на Олімпійських іграх спортсмени країни завоювали чотири олімпійські медалі — всі у плаванні.
Коста-Рика також взяла участь у кількох зимових Олімпіадах, починаючи з 1980 року.
Національний олімпійський комітет Коста-Рики було створено 1936 і визнано того ж року.

## Медалісти
| Медаль | Спортсмени   | Ігри         | Вид спорту | Дисципліна                  |
| ------ | ------------ | ------------ | ---------- | --------------------------- |
| Срібло | Сильвія Полл | Сеул 1988    | Плавання   | Жінки, 200 м вільним стилем |
| Золото | Клаудія Полл | Атланта 1996 | Плавання   | Жінки, 200 м вільним стилем |
| Бронза | Клаудія Полл | Сідней 2000  | Плавання   | Жінки, 200 м вільним стилем |
| Бронза | Клаудія Полл | Сідней 2000  | Плавання   | Жінки, 400 м вільним стилем |